# Csillagkutyák kalandjai
A Csillagkutyák kalandjai (eredeti cím: Space Dog Family) orosz televíziós 3D-s számítógépes animációs sorozat. Magyarországon a  Minimax adta.

## Ismertető
A két főhős, Belka és Strelka, akik egy felejthetetlen űrutazásban vesznek részt.

## Szereplők
| Szereplő        | Eredeti hang   | Magyar hang       | Leírás |
| --------------- | -------------- | ----------------- | --- |
| Dyna            | ?              | Vadász Bea        | A copfos, barna szőrű kislány kutya, Belka fiatalabbik lánya.                                                              |
| Bublik          | Larisa Brohman | Előd Álmos        | A narancs, barna foltos kiskutya, Belka idősebbik fia.                                                                     |
| Rex             | Larisa Brohman | Sörös Miklós      | A szemüveges, fehér kiskutya, Belka középső fia.                                                                           |
| Belka           | Olga Sorohova  | Farkasinszky Edit | a cirkuszi kutya |
| Sterka          | Larisa Brohman | ?                 | a kóborkutya |
| Kazbek          | ?              | Borbiczki Ferenc  | |
| Venya           | ?              | Maday Gábor       | |
| Kalóz           | ?              | Beratin Gábor     | |
| Ganusha         | ?              | Szokol Péter      | |
| Szalonna        | ?              | Fehér Péter       | |
| Dili doki       | ?              | Katona Zoltán     | |
| Rosszcsont Lány | ?              | ?                 | Vörös hajú, szeplős, pöttyös ruhás lány, aki elviszi Cicust, de a kutyák madarakkal megmentik tőle, a neve nem hangzik el. |

## Epizódok

### 1. évad
1. Tubusba zárva
2. Meglepetés Amerikából
3. A jó artista
4. Miénk a ház
5. A fagyi
6. A régi új elefánt
7. Motya néni
8. Benne vagyok a tévében
9. A gyógyszer
10. A mosakodás
11. Papagáj kerestetik
12. Bublik horgászik
13. A kvartett
14. A cirkusz igazi gyógyhír
15. Az első kilövés
16. Vissza az űrbe
17. Először a porondon
18. A cirkusz hercegnője
19. Rémtörténet
20. A pajta
21. Repülő karácsonyfa
22. Az igazi télapó
23. Az első hó
24. A kis kukták
25. Ki a kedvenc?
26. A nagy cicamentés
27. Az igazi hős
28. A mami szülinapja
29. A léghajó
30. A kolbász rejtélye
31. Közlekedj okosan
32. Az élő adás
33. Kaland az Északi-sarkon
34. Cirkusz kópéság
35. Félelem és lebegés
36. A nagy túra
37. Mentőkutyák
38. Cicus megmentése
39. Venya bácsi sajtnapja
40. Csibe kikeltetés
41. Az űrrepülés napja
42. Üzenet a múltból
43. Az idegen bolygó
44. Bublik és a fekete lyuk
45. Bublik oroszlánüvöltése
46. Cserkészek
47. Bublik munkanélküli
48. A modell repülő
49. Csalók
50. Bublic a zsonglőr
51. Rex a költő
52. A hipnózis ereje

### 2. évad
1. Fogadjunk?
2. Sterka és Berka – A sportos csapat – A csoda
3. Sterka és Berka – A sportos csapat – Kutyában az erő
4. Kedves Mopsz
5. Einstein
6. Sterka és Berka – A sportos csapat – Veszélyes futam
7. Megjöttek a varjak
8. Sterka és Berka – A sportos csapat – A bajnok
9. A legnagyobb siker
10. Sterka és Berka – A sportos csapat – Veszélyes pálya
11. Sterka és Berka – A sportos csapat – A váltó
12. Sterka és Berka – A sportos csapat – Holdfényszonáta
13. Oroszlánkaland
14. Az évszázad meccse
15. A kertészek álma
16. Sterka és Berka – A sportos csapat – Szárnyra fel!
17. Céllövölde
18. A ringben
19. Sterka és Berka – A sportos csapat – Téliszony
20. Sterka és Berka – A sportos csapat – Fincsi illatok
21. A látszat
22. Az ajándék
23. Sterka és Berka – A sportos csapat – Segítség, elraboltak!
24. Sterka és Berka – A sportos csapat – Zsarolás
25. Sterka és Berka – A sportos csapat – Sugárhajtás
26. Sterka és Berka – A sportos csapat – A sport szelleme
27. Sterka és Berka – A sportos csapat – Szenvedély a jégen
28. Sterka és Berka – A sportos csapat – Talizmán
29. Sterka és Berka – A sportos csapat – Felturbózva
30. Sterka és Berka – A sportos csapat – Mindent a győzelemért!